# Presbytre
Cet article possède des paronymes, voir Presbyte et Presbytère.
Un presbytre (du grec ancien πρεσβύτερος / presbutéros) est un responsable ou un conseiller dans les premières communautés chrétiennes. Ce terme signifie  étymologiquement un « ancien », un « aîné ». Il est à l'origine du mot actuel « prêtre ».

## Origine du terme
Le terme « presbytre », c'est-à-dire « ancien », désigne dans le Nouveau Testament un responsable d’une Église chrétienne locale. Son emploi dans les premières communautés chrétiennes vient de la tradition des synagogues qui étaient administrées par un conseil d’anciens, impliquant d’emblée une certaine collégialité. Mais l’appellation d‘ancien[pas clair] était déjà bien connue dans l’Ancien Testament et dans l’antiquité du Moyen-Orient[Quoi ?], où elle désignait ceux qui administraient la justice et dirigeaient le peuple au niveau local, ou tribal ou national[pas clair]. Plus tard, à l’époque romaine (à partir du Ier siècle av. J.-C. et jusque 70 apr. J.-C.) le Grand Sanhédrin de Jérusalem, qui gérait les affaires religieuses en Judée, était composé de grands-prêtres et d’anciens choisis parmi le peuple. Il fallait avoir plus de trente ans pour prétendre à cette fonction[pas clair].
Dans le Nouveau Testament, l’ancien est aussi appelé épiscope (episcopos, évêque), et sa charge consiste notamment à « faire paître l’Eglise de Dieu » (Actes des Apôtres, 20:28). Il est donc aussi pasteur en ce sens. Le christianisme primitif, en Palestine, s’est inspiré d’un modèle plutôt collégial ou oligarchique courant dans la culture gréco-romaine, sans relation hiérarchique a priori, mais sans exclure non plus la prééminence de certains. Dans d’autres régions, les Églises se sont inspirées du modèle associatif en vigueur dans le monde grec.

## Fonctions
Le presbytre s'occupe de l'organisation de la communauté et de la gestion de ses biens, tout en étant investi d'autorité et de pouvoir sacramentel. Le presbytre relève également de la mission pastorale et de la succession apostolique comme le mentionnent déjà la Première épître de Pierre et les Actes des Apôtres. La fonction semble relever du rôle de l'ancien dans la tradition juive et la fonction presbytérale se calque sur l'organisation synagogale dirigée par des Anciens. À l'instar de ceux-ci, les presbytres sont présentés comme gardiens de la Tradition et les défenseurs de l'orthodoxie.
Le rôle des presbytres est moins clair que celui de l'épiscope, avec lequel il se confond souvent, qui désignera quant à lui progressivement le pasteur principal des communautés, en prélude à la fonction d'évêque, même si le mot presbytre est de temps à autre utilisé pour désigner la dignité de l'épiscopat. Le terme évolue en latin chrétien en presbyter, puis en prestre en français, à l'origine du mot « prêtre ».

## Quelques presbytres
- Jean le Presbytre
- Thomas le Presbytre

## Compléments